# Chorothyse dauberi
Chorothyse dauberi är en skalbaggsart som beskrevs av Karl Adlbauer 2001. Chorothyse dauberi ingår i släktet Chorothyse och familjen långhorningar.
Artens utbredningsområde är Madagaskar. Inga underarter finns listade i Catalogue of Life.